# Ceraphron temporalis
Ceraphron temporalis är en stekelart som beskrevs av Paul Dessart 1975. Ceraphron temporalis ingår i släktet Ceraphron och familjen pysslingsteklar. Inga underarter finns listade i Catalogue of Life.